# Angelo Di Livio
Angelo Di Livio, né le 26 juillet 1966 à Rome, est un footballeur italien qui évoluait au poste de milieu de terrain avec la Juventus puis avec la Fiorentina et avec l'équipe d'Italie.

## Carrière de joueur

### En club
- 1985 - 1986: Reggiana AC
- 1986 - 1987: AG Nocerina 1910
- 1987 - 1989: Perugia
- 1989 - 1993: Calcio Padova
- 1993 - 1999: Juventus
- 1999 - 2005: AC Fiorentina

À noter que Di Livio est resté fidèle à la Fiorentina malgré la descente de celle-ci en Serie C2 en 2002, il a ainsi participé à la remontée du club en Serie A en 2004.

### En équipe nationale
Di Livio a 40 sélections avec l'équipe d'Italie, sa première en 1995.
Il a participé aux coupes du monde de 1998 et 2002, ainsi qu’aux Euro 1996 et Euro 2000. 

## Palmarès
- Championnat d'Italie : 1995, 1997, 1998
- Ligue des champions : 1996
- Supercoupe de l'UEFA : 1996
- Vainqueur de la Coupe Intertoto en 1999

## Distinction
Il est fait Chevalier de l'Ordre du Mérite de la République italienne le 12 juillet 2000, à l'initiative du Président de la République.